# Pedro Pablo León
Pour les articles homonymes, voir Léon.
Pedro Pablo León García, né à Lima le 29 juin 1943 et mort dans la même ville le 9 mai 2020, est un joueur de football international péruvien qui évoluait au poste d'attaquant.

## Biographie

### Carrière en club
Surnommé « Perico » León, Pedro Pablo León fait ses débuts en D1 péruvienne en 1960, à l'Alianza Lima, et se fait remarquer par ses buts de haute facture technique. Avec l'Alianza Lima, il est champion du Pérou en 1962, 1963 et 1965. Il devient l'un des meilleurs buteurs de l'histoire du club et intègre le célèbre « Rodillo Negro » (rouleau compresseur noir) avec d'autres stars de l'époque comme Julio Baylón, Luis « Babalú » Martínez, Víctor Zegarra et Teófilo Cubillas.
En 1971, il quitte l'Alianza Lima pour le Barcelona Sporting Club de Guayaquil (Équateur), formant un duo redoutable avec Alberto Spencer qui permet d'obtenir le championnat équatorien. L'année suivante, il réédite une bonne performance et finit comme deuxième meilleur buteur du championnat. Il rentre au Pérou en 1973, à Alianza Lima, puis joue pour Juan Aurich, Unión Tumán et Deportivo Municipal (comme entraîneur-joueur).
Enfin en 1978, il émigre au Venezuela afin de jouer au Deportivo Galicia, où il montre un aperçu de sa classe avant de prendre sa retraite en 1980.

### Carrière en sélection
Avec l'équipe du Pérou, Pedro Pablo León joue 49 matchs (pour 15 buts inscrits) entre 1963 et 1973. Il participe à la Copa América 1963 en Bolivie (deux buts marqués) et figure dans le groupe des sélectionnés lors de la Coupe du monde de 1970 organisée au Mexique.

#### Buts en sélection
| Buts en sélection de Pedro Pablo León | Buts en sélection de Pedro Pablo León | Buts en sélection de Pedro Pablo León    | Buts en sélection de Pedro Pablo León | Buts en sélection de Pedro Pablo León | Buts en sélection de Pedro Pablo León | Buts en sélection de Pedro Pablo León |
|                                       | Date                                  | Lieu                                     | Adversaire                            | Score                                 | Résultat                              | Compétition                           |
| ------------------------------------- | ------------------------------------- | ---------------------------------------- | ------------------------------------- | ------------------------------------- | ------------------------------------- | ------------------------------------- |
| 1.                                    | 17 mars 1963                          | Estadio Hernando Siles, La Paz (Bolivie) | Équateur                              | 1-1                                   | 2-1                                   | Champ. sud-am. 1963                   |
| 2.                                    | 21 mars 1963                          | Estadio Hernando Siles, La Paz (Bolivie) | Bolivie                               | 1-2                                   | 3-2                                   | Champ. sud-am. 1963                   |
| 3.                                    | 2 juin 1965                           | Caracas (Venezuela)                      | Venezuela                             | 1-3                                   | 3-6                                   | Qualif. CM 1966                       |
| 4.                                    | 2 juin 1965                           | Caracas (Venezuela)                      | Venezuela                             | 2-4                                   | 3-6                                   | Qualif. CM 1966                       |
| 5.                                    | 2 juin 1965                           | Caracas (Venezuela)                      | Venezuela                             | 2-5                                   | 3-6                                   | Qualif. CM 1966                       |
| 6.                                    | 14 juillet 1968                       | Estadio Nacional, Lima (Pérou)           | Brésil                                | 1-0                                   | 3-4                                   | Amical                                |
| 7.                                    | 14 juillet 1968                       | Estadio Nacional, Lima (Pérou)           | Brésil                                | 2-0                                   | 3-4                                   | Amical                                |
| 8.                                    | 9 mai 1969                            | Bogota (Colombie)                        | Colombie                              | 1-3                                   | 1-3                                   | Amical                                |
| 9.                                    | 20 mai 1969                           | Estadio Azteca, Mexico (Mexique)         | Mexique                               | 0-1                                   | 0-1                                   | Amical                                |
| 10.                                   | 27 juin 1969                          | Lima (Pérou)                             | Uruguay                               | 1-0                                   | 1-0                                   | Amical                                |
| 11.                                   | 18 juillet 1969                       | Lima (Pérou)                             | Paraguay                              | 2-0                                   | 2-1                                   | Amical                                |
| 12.                                   | 3 août 1969                           | Estadio Nacional, Lima (Pérou)           | Argentine                             | 1-0                                   | 1-0                                   | Qualif. CM 1970                       |
| 13.                                   | 18 mars 1970                          | Estadio Nou Camp, León (Mexique)         | Mexique                               | 0-1                                   | 3-3                                   | Amical                                |
| 14.                                   | 18 mars 1970                          | Estadio Nou Camp, León (Mexique)         | Mexique                               | 3-3                                   | 3-3                                   | Amical                                |
| 15.                                   | 18 avril 1970                         | Lima (Pérou)                             | Uruguay                               | 3-0                                   | 4-2                                   | Amical                                |

### Décès
Perico León trouve la mort le 9 mai 2020, victime d'une pneumonie.

## Palmarès
| Alianza Lima - Championnat du Pérou (3) : - Champion : 1962, 1963 et 1965. - Meilleur buteur : 1963 et 1967. |  | Barcelona - Championnat d'Équateur (1) : - Champion : 1971. |  | Deportivo Galicia - Coupe du Venezuela (1) : - Vainqueur : 1979. |